# ハーブ・エリオット
ハーバート（ハーブ）・ジェームズ・エリオット（Herbert "Herb" James Elliott、1938年2月25日 - ）は、オーストラリアの陸上競技選手。1960年ローマオリンピックの金メダリストである。エリオットは1950年代から1960年代にかけて活躍した中距離ランナーで、1マイルで17回もの3分台をマーク。現役の時には1500m以上のレースでは無敗を誇った選手である。

## 経歴
エリオットは、西オーストラリア州パースの出身で、スポーツが盛んなアクイナス・カレッジに進学。恵まれた環境の中でその素質を開花させていった。
1958年7月に、ウェールズのカーディフで行われたコモンウェルスゲームズでは、880ヤードと1マイルの2冠を達成。翌月には、アイルランドのダブリンで行われた試合の1マイルで、3分54秒5の世界新記録を樹立。同じ月にスウェーデンのイェーテボリにおいて今度は1500mで3分36秒0の世界新記録を樹立した。そして2年後の1960年、ローマオリンピックに出場。1500mを3分35秒6で、自身の持っていた世界記録を更新し金メダルを獲得した。
翌年、現役を引退。その後、北米プーマの最高経営責任者、オーストラリアの鉄鋼会社の会長職と、実業家として活躍した。
2000年シドニーオリンピックでは開会式において、聖火ランナーとして競技場を走る大役を務め上げた。

## 主な実績
| 年   | 大会                   | 場所                   | 種目  | 結果 | 記録      |
| ---- | ---------------------- | ---------------------- | ----- | ---- | --------- |
| 1958 | コモンウェルスゲームズ | カーディフ(ウェールズ) | 800m  | 1位  | 1分49秒32 |
| 1958 | コモンウェルスゲームズ | カーディフ(ウェールズ) | 1500m | 1位  | 3分59秒03 |
| 1960 | オリンピック           | ローマ(イタリア)       | 1500m | 1位  | 3分35秒6  |

## 関連書籍
- ロベルト・L・ケルチェターニ著 『近代陸上競技の歴史 1860-1991 誕生から現代まで<男女別>』 ベースボール・マガジン社 1992年 ISBN 4-583-02945-4